# Пересадка (громадський транспорт)
Пересадка дозволяє пасажиру транспортного засобу громадського транспорту, який оплачує одноразовий проїзд, продовжити подорож на іншому транспортному засобі, поки триває термін дії квитка. Залежно від мережі додаткова комісія за переказ може стягуватися або не стягуватися. Історично склалося так, що пересадки могли мати штамп або дірки з часом, датою та напрямком подорожі, щоб запобігти їхньому використанню для зворотної подорожі. Квитки з магнітною стрічкою або штрих-кодом можуть перезаписуватися або ж квитки можуть валідуватися лише при вході та виході до більшої системи (як у сучасних підземних залізничних мережах).
Деякі системи громадського транспорту дозволяють пасажиру безкоштовно пересідати з одного транспортного засобу на інший без додаткової плати за проїзд. Безкоштовну пересадку можна здійснити, якщо обидва транспортні засоби зупиняться в одній зоні контролю тарифів, видавши водієві спеціальний квиток (також званий «безкоштовною пересадкою») або використовуючи систему електронної смарткартки, запрограмовану для дозволу таких пересадок.
Тарифні картки значно спрощують пересадку, особливо між різними операторами, оскільки переказ і оплата (за наявності) обробляються карткою автоматично. Оскільки пересадка між службами може значно розширити ефективний діапазон і покриття громадського транспорту, тарифні картки часто впроваджуються спеціально для покращення якості транзитної мережі.